# チャプリネ駅へのミサイル攻撃
ウクライナの独立記念日である2022年8月24日に、ドニプロペトロウシク州チャプリネの鉄道駅がロシア軍に攻撃され、少なくとも25人が死亡し（6歳と11歳の子ども2人を含む）、およそ31人が負傷した。

## 攻撃
2022年8月24日、ロシア軍がチャプリネの鉄道駅を攻撃し、駅と公共施設、近隣の住宅街が被害を受け、複数の客車が炎上し、破壊された。ウクライナの情報筋は、攻撃にロケット弾あるいはミサイルが使われたとしている。ロシア国防省は、弾道ミサイル9K720イスカンデルを使って軍事用列車を攻撃し、ウクライナ兵士200人を殺害したと主張している。
ロケット弾1発が民間人の住宅に直撃し、女性1人と子ども2人（11歳と13歳）が瓦礫の下敷きになった。女性と13歳の少年は現地の住民により救出されたが、11歳の少年は死亡した。

## 被害者
最初、15人の死亡と15人の負傷が判明していたが、その後、死者数は22人そして25人に増加した。犠牲者のうち、6歳の子どもを含む5人が車内で焼死した。救助隊が現場での対応にあたった。

## 反応
ウクライナのゼレンスキー大統領は、国際連合での演説において、以下のように発言した。
"Four passenger cars are on fire. At the moment, at least 15 people have been killed and about 50 injured. Rescuers are working. But, unfortunately, the number of dead may increase. This is how we live every day. This is how Russia prepared for this meeting of the UN Security Council".—